# Early (Texas)
Early es una ciudad ubicada en el condado de Brown en el estado estadounidense de Texas. En el Censo de 2010 tenía una población de 2.762 habitantes y una densidad poblacional de 364,09 personas por km².

## Geografía
Early se encuentra ubicada en las coordenadas 31°44′42″N 98°56′15″O / 31.74500, -98.93750. Según la Oficina del Censo de los Estados Unidos, Early tiene una superficie total de 7.59 km², de la cual 7.59 km² corresponden a tierra firme y (0%) 0 km² es agua.

## Demografía
Según el censo de 2010, había 2.762 personas residiendo en Early. La densidad de población era de 364,09 hab./km². De los 2.762 habitantes, Early estaba compuesto por el 89.5% blancos, el 0.83% eran afroamericanos, el 0.83% eran amerindios, el 1.7% eran asiáticos, el 0.04% eran isleños del Pacífico, el 5.07% eran de otras razas y el 2.03% pertenecían a dos o más razas. Del total de la población el 15.13% eran hispanos o latinos de cualquier raza.